# Кондратишин Ігор Миронович
Ігор Миронович Кондратишин (25 червня 1959, с. Буцнів, нині Тернопільського району Тернопільської області — 6 січня 2024) — український мовознавець, перекладач, педагог. Кандидат філологічних наук (1993), доцент (1995).

## Життєпис
Закінчив факультет іноземних мов Дрогобицького педагогічного інституту на Львівщині (1982, нині педагогічний університет); під час навчання стажувався в Оксфордському університеті (1981, Велика Британія).
Вчителював у школах Самбірського району Львівської області.
Працював у Дрогобицькому педагогічному університеті: викладач (від 1983), доцент, заступник декана факультету іноземних мов (від 1993), завідувач кафедри англійської мови (від 1995), завідувач відділення германських та романських мов (від 2000).
З вересня 2016 — доцент кафедри англійської філології Львівського національного університету імені Івана Франка.
Учасник Міжнародного конгресу україністів у м. Львів (1996).
Помер 6 січня 2024 року, похований 8 січня у Самборі.

## Праці
Автор наукових праць, перекладів творів англійських і американських поетів.
- Вільям Шекспір. Вибрані сонети // Всесвіт 2017, № 3-4. — С. 42-44.